# Cercle de tombes B
El cercle de tombes B és una necròpoli de l'edat del bronze que es troba al jaciment arqueològic de Micenes (Grècia). La trobà al 1951 l'arqueòleg grec Ioannis Papadimitriou. A dins n'hi havia restes de cadàvers i molts objectes d'aixovar funerari.
La major part del material trobat s'exposa al Museu Arqueològic Nacional d'Atenes i al de Micenes.

## Descobriment
Aquest conjunt funerari s'excavà entre 1951 i 1954 pels arqueòlegs grecs Ioannis Papadimitriou i Georgios Mylonas. El descobriment, el feu de manera accidental Papadimitriou durant uns treballs de restauració efectuats en una tomba de cambra propera, anomenada tomba de Clitemnestra.

## Datació
Es considera que aquestes tombes són del període entre 1650 i 1550 ae, per tantt, les més antigues són una mica anteriors a les del cercle de tombes A.

## Descripció

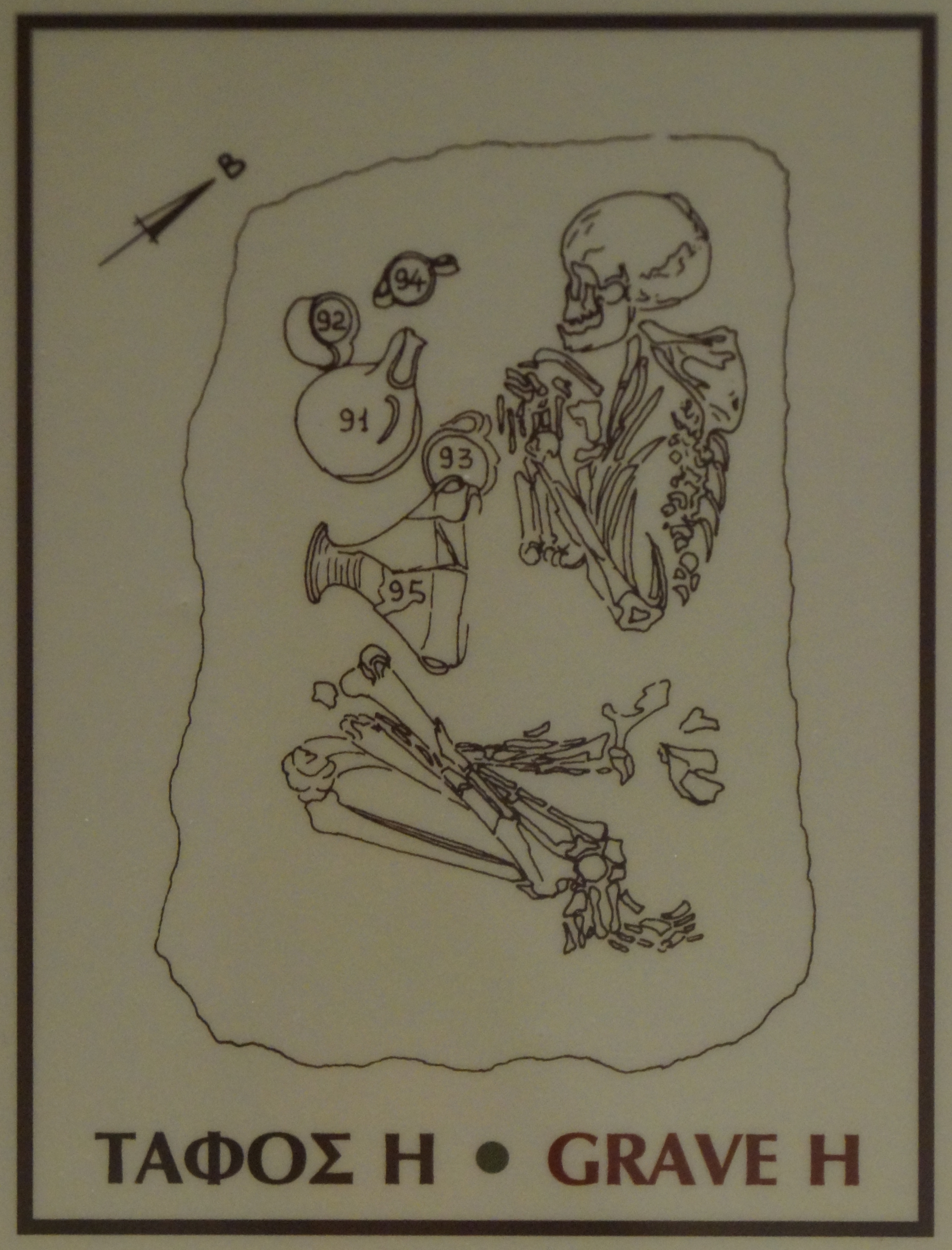
Plànol de la tomba eta

Aquest conjunt de 26 tombes és fora de les muralles, a uns 120 m a l'oest de la Porta dels Lleons. Igual que en el cercle A, hi havia algunes esteles que marcaven el lloc de les sepultures. S'ha suggerit que aquestes tombes pertanyen a una família reial, probablement d'una dinastia diferent a la qual pertanyien els individus soterrats al cercle A.
Consta de catorze tombes de fossa i una altra sèrie de tombes petites de forma rectangular excavades a la roca. El mur circular que les envolta està fet de pedra calcària i és una mica més gros que el del cercle A, ja que té 1,55 m, mentre el diàmetre n'és molt semblant, sobre 27 m. En alguns casos les tombes es reutilitzaren. Es considera que aquestes tombes tenen una menor influència cretenca que les del cercle A.
Les tombes s'identifiquen amb lletres de l'alfabet grec per distingir-les millor de les del cercle A, que s'identifiquen amb xifres.
La tomba alfa contenia un conjunt d'ossos acompanyats d'una gran quantitat d'aixovar funerari, entre el qual hi havia espases i altres armes, joies d'or i bronze, objectes d'os i ivori i molts recipients de ceràmica. Aquesta tomba estava marcada per una estela funerària amb representacions d'animals.
La tomba gamma estava marcada per una estela funerària. Contenia quatre esquelets, de tres homes i una dona. Un d'ells era d'un home alt (1,80 m) probablement un guerrer, amb les cames obertes i mans al costat de la pelvis. L'aixovar d'aquesta tomba es compon de dues espases de bronze amb punys d'ivori, un punyal i una llança de bronze, entre altres armes. Un altre dels esquelets duia un collaret d'or i un altre presentava signes que se li havia practicat una trepanació. Altres objectes que s'hi trobaren eren adorns i una copa d'or, a més de copes de bronze i alabastre, un segell d'ametista amb una representació d'un cap masculí i una màscara funerària d'electre.
La tomba delta tenia tres esquelets, espases i altres armes de bronze i ivori tallat, a més de terrissa. També tenia 17 puntes de pedra foguera col·locades en una bossa de cuir, i aquesta estava dins d'un atuell de bronze. Una de les espases tenia la particularitat que l'empunyadura era decorada amb dos caps de lleó.
La tomba zeta és una tomba petita amb un sol esquelet d'home acompanyat d'una espasa i d'alguns objectes de terrissa.
La tomba eta és la més antiga. És una cista on hi havia un cadàver encongit i ceràmica groga.
La tomba iota tenia dos esquelets d'home; un d'ells amb una espasa de bronze amb puny d'ivori, un ganivet de bronze amb puny de cristall de roca i una llança de bronze, a més d'altres objectes de ceràmica.
La tomba lambda contenia un esquelet però abans hi havia hagut dos enterraments més. Dins l'aixovar que s'hi trobà hi havia una espasa, una punta de llança, una daga, ganivets, 24 puntes de fletxa de sílex, 20 d'obsidiana, i peces d'or.
La tomba ni contenia dos esquelets masculins i a més s'hi trobà una mandíbula infantil a la terra de farciment. L'aixovar incloïa armes, peces d'or i ceràmica. Aquesta tomba també estava marcada per una estela.
A la tomba ksi hi havia l'esquelet d'una nena d'uns 2 anys adornat amb una diadema de fulles d'or, dos anells d'or que devien subjectar-li les trenes, un collaret de pedres precioses i un sonall d'or.
La tomba òmicron és la més rica de totes. Estava marcada per una estela. Hi havia dos esquelets, un sense ofrenes i l'altre, pertanyent a una dona, tal vegada una princesa, al costat d'un bol de cristall de roca de 15 cm tallat amb la figura d'un ànec. Del vestit, s'han conservat els adorns d'or i argent: diademes, fermalls, agulles de bronze, argent i or que servien per a sostenir el vestit, un braçalet i unes arracades d'or, collarets de pedres precioses i una placa d'ivori.
La tomba ro n'és la més recent de totes. Consta d'una cambra a la qual s'accedia per un dromos cobert.

## Galeria d'imatges

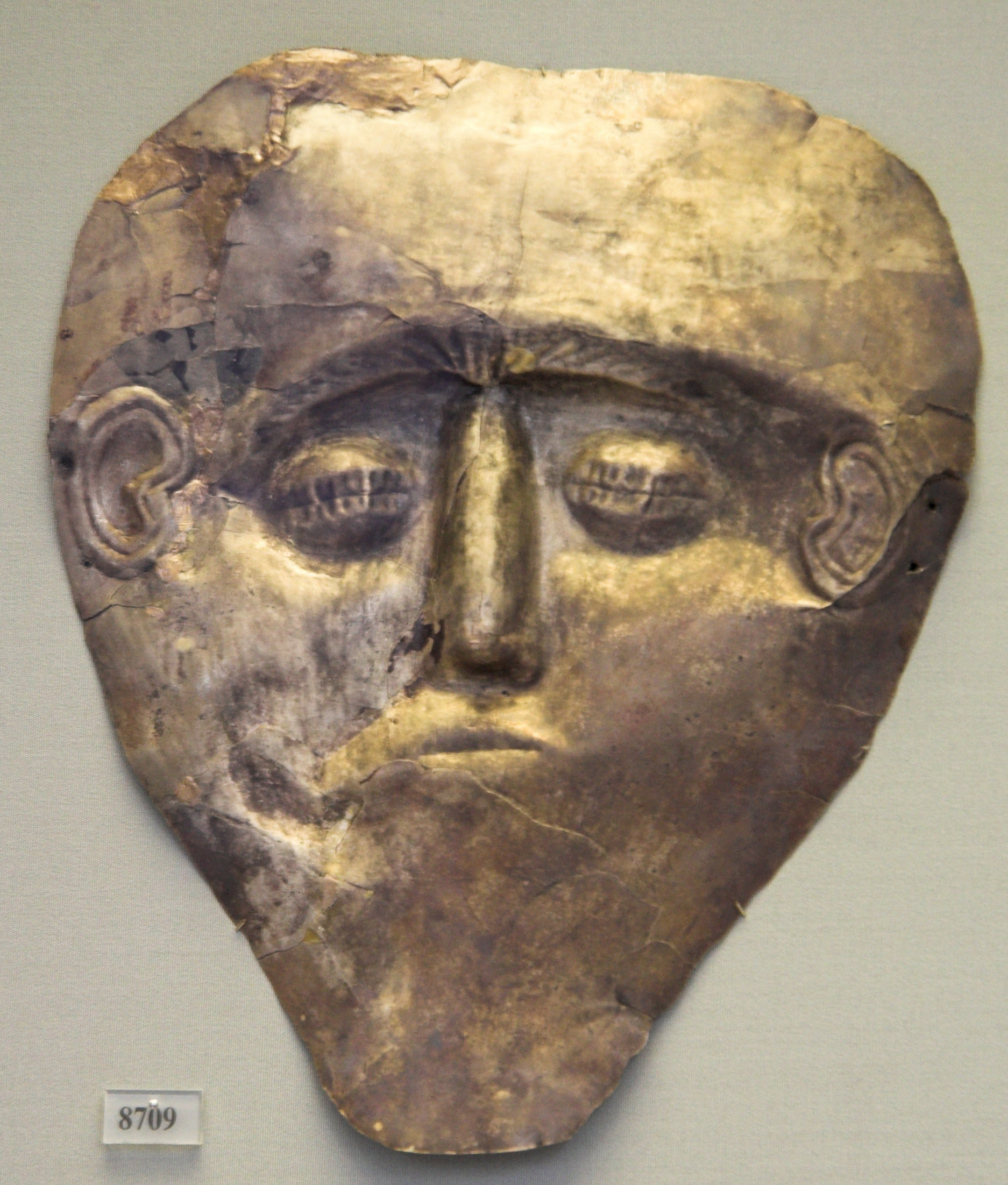
Màscara funerària d'electre trobada a la tomba gamma
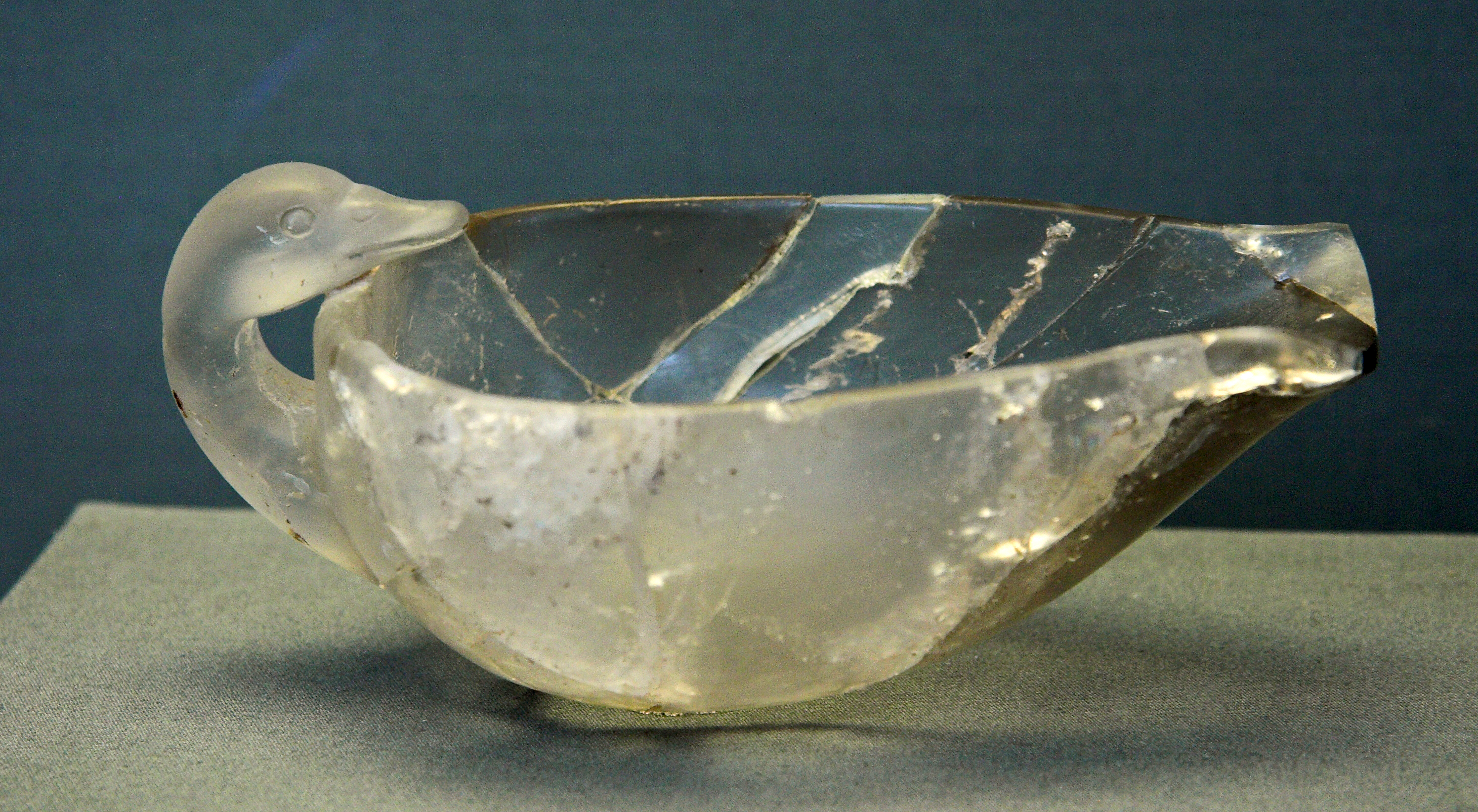
Got de cristall de roca amb la figura tallada d'un ànec, de la tomba òmicron
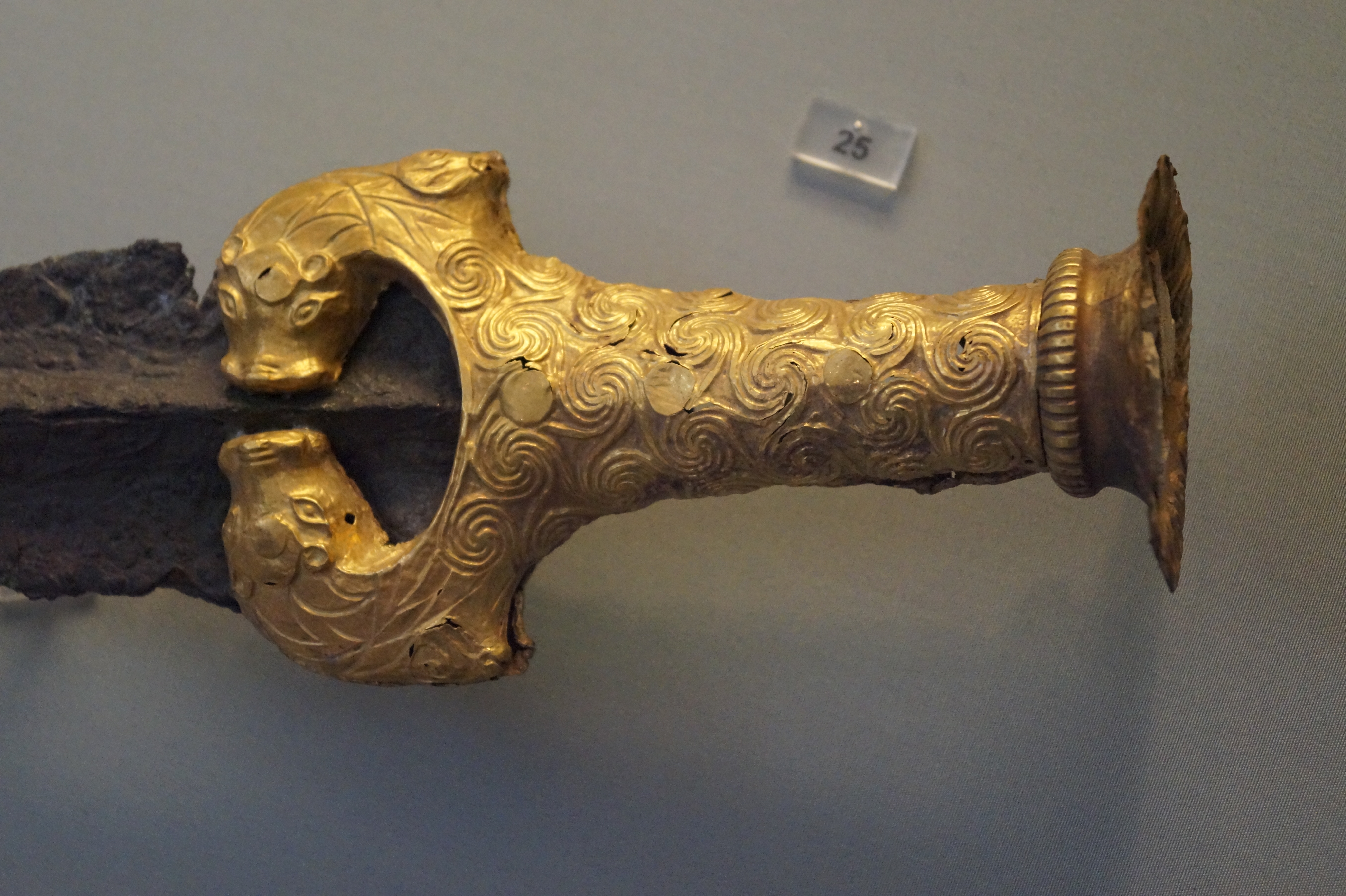
Empunyadura d'or d'una espasa de bronze trobada a la tomba delta
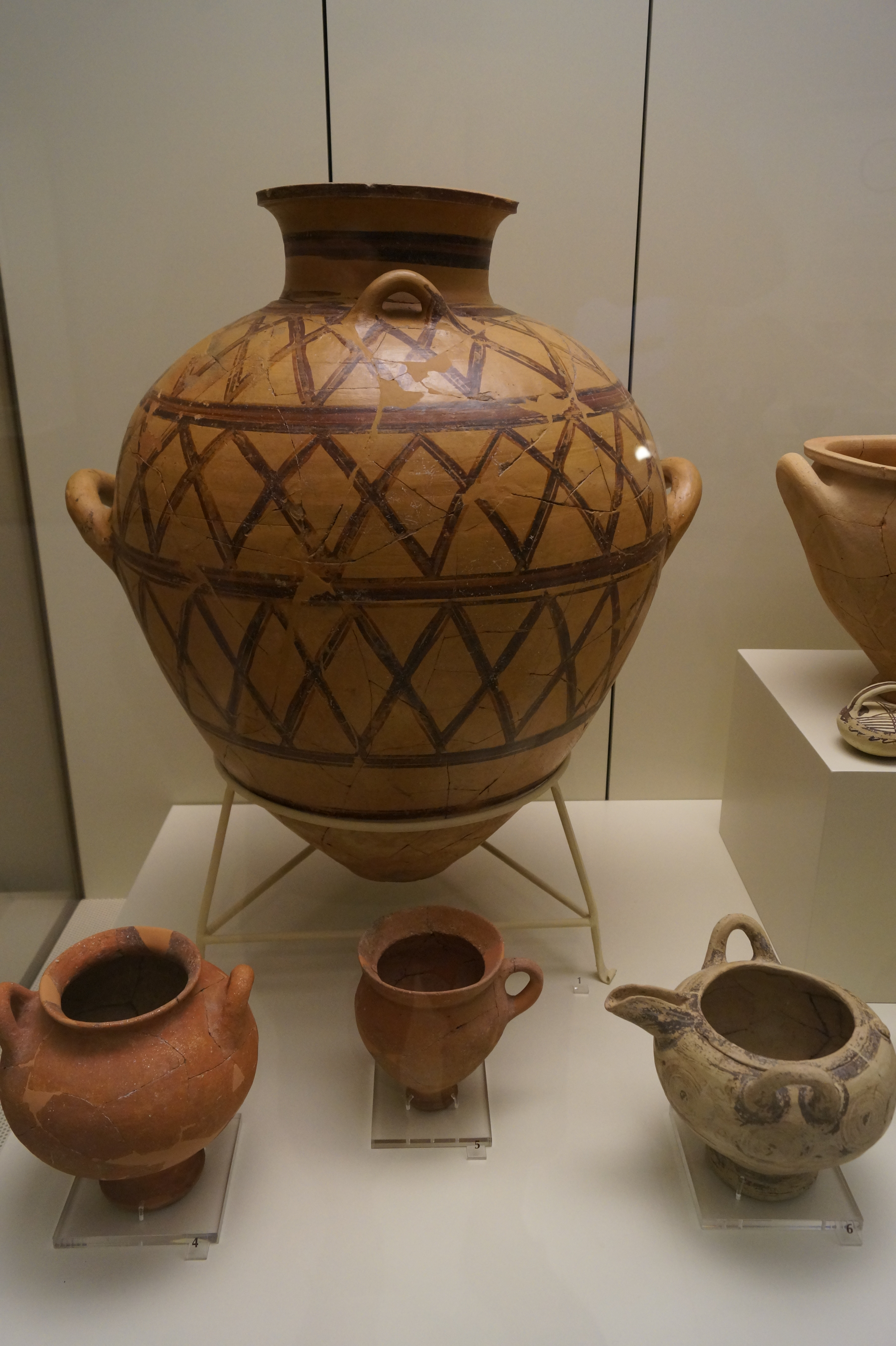
Ceràmica trobada a la tomba òmicron
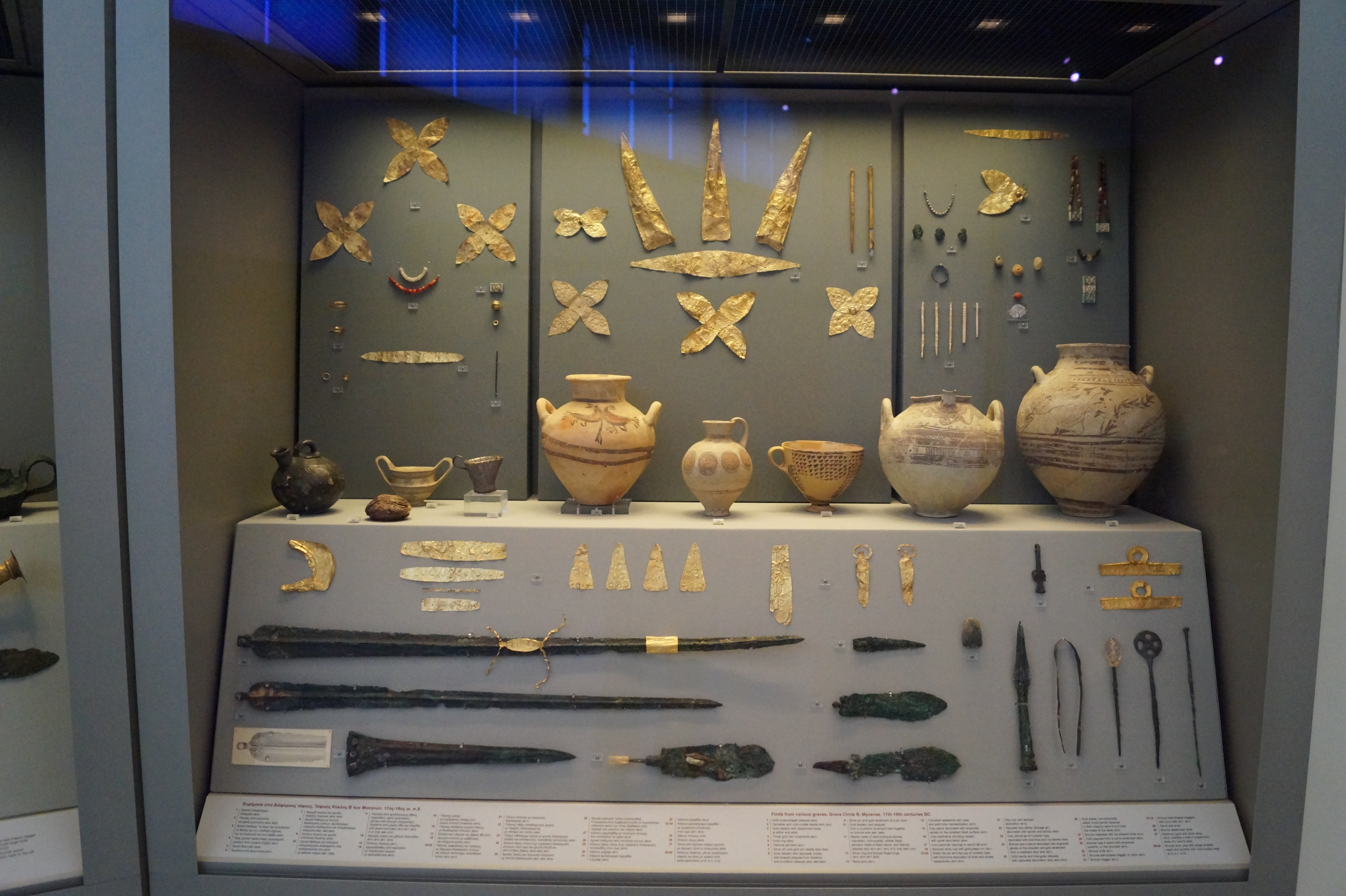
Alguns objectes trobats en diverses tombes del cercle B
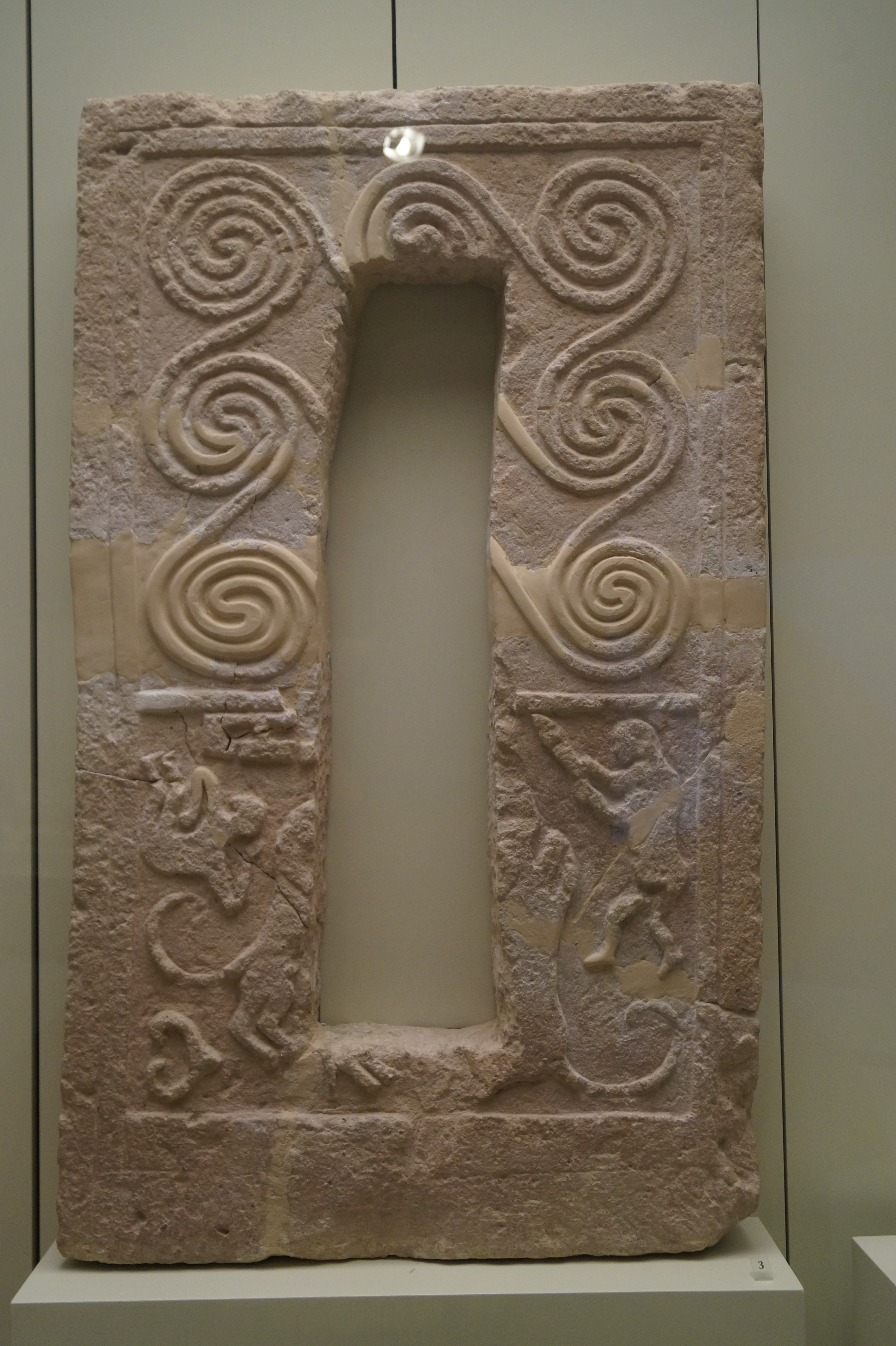
Estela funerària de la tomba gamma